# Хапхал-Баш
Хапхал-Баш — гора в Криму. Найвища точка Тирке-яйли. Висота 1287 м. Вершина безліса. Гора знаходиться у верхів'ях долини річки Курлюк-Су.